# Synomera tanga
Synomera tanga är en fjärilsart som beskrevs av William Schaus 1916. Synomera tanga ingår i släktet Synomera och familjen nattflyn. Inga underarter finns listade i Catalogue of Life.